# Interglacjał mazowiecki
Interglacjał mazowiecki (interglacjał wielki, interglacjał Mindel/Riss) – jeden z ciepłych okresów międzylodowcowych epoki plejstoceńskiej, zawarty pomiędzy zlodowaceniami południowopolskimi a zlodowaceniami środkowopolskimi, którego czas trwania określa się w przedziale 350–300 tys. lat BP. Interglacjał ten charakteryzował się istnieniem w optimum klimatycznym lasów mieszanych z dużym udziałem jodły oraz obecnością ciepłolubnej winorośli leśnej (Vitis silvestris).
Klimat i środowisko przyrodnicze
W okresie optimum klimatycznego interglacjału mazowieckiego panował klimat znacznie cieplejszy i bardziej wilgotny niż podczas poprzedzających i następujących po nim zlodowaceń. Średnie temperatury roczne były zbliżone lub nawet nieco wyższe niż w obecnym holocenie.
Charakterystyczna była obecność rozległych lasów mieszanych, w których istotną rolę odgrywała jodła. Wśród flory pojawiły się także gatunki ciepłolubne, takie jak winorośl leśna (Vitis silvestris), co świadczy o łagodnym klimacie. W analizach pyłkowych z tego okresu notuje się również występowanie dębu, grabu, lipy, wiązu, klonu, jesionu i innych drzew liściastych, a także sosny i świerka.
Znaczenie paleobotaniczne
Sukcesja roślinna interglacjału mazowieckiego wyróżnia się bogactwem gatunkowym i obecnością taksonów, które dziś występują w cieplejszych rejonach Europy. Analizy pyłkowe osadów z tego okresu (np. z Radziechowic i Kolonii Dubidze) pozwoliły odtworzyć szczegółowy obraz ówczesnej szaty roślinnej, która była znacznie bardziej zróżnicowana niż w późniejszych interglacjałach.
Nazewnictwo i odpowiedniki europejskie
W europejskiej stratygrafii interglacjał mazowiecki odpowiada interglacjałowi holsteńskiemu (Holstein) w Niemczech, a także interglacjałowi Mindel/Riss w Alpach. W literaturze spotyka się również określenia „interglacjał wielki” ze względu na jego długość i znaczenie.
Znaczenie geologiczne i kontrowersje
Interglacjał mazowiecki stanowi jeden z najlepiej rozpoznanych interglacjałów plejstocenu w Polsce i Europie Środkowej. Jego istnienie nie budzi wątpliwości wśród geologów, w przeciwieństwie do starszych interglacjałów, których liczba i czas trwania są przedmiotem dyskusji. Wyróżnia się go na podstawie charakterystycznych zespołów roślinnych oraz wyraźnych zmian klimatycznych udokumentowanych w osadach.